# XVII Festival Internacional de la Canción de Viña del Mar
El XVII Festival de la Canción de Viña del Mar, o simplemente Festival de Viña del Mar 1976, se realizó del 4 al 9 de febrero de 1976 en el anfiteatro de la Quinta Vergara, en Viña del Mar, Chile. Fue transmitido por Televisión Nacional de Chile y animado por Antonio Vodanovic y coanimado por Ana María Thieman. 
Este es el año del debut de Antonio Vodanovic, el animador que más veces ha estado en el escenario de la Quinta Vergara, superando a César Antonio Santis, quien hasta esa fecha pintaba para eterno.

## Curiosidades
- El compositor del que vendría a ser el tema vencedor, Carlos Baeza, falleció en un accidente automovilístico pocos días antes del festival, por lo que cuando se dio su tema por ganador, se le rindió homenaje haciendo un minuto de silencio.
- La política no quedó exenta de ser tocada en el festival; a la presencia de la Junta Militar en el palco de la Quinta Vergara, se sumó la dedicatoria que la famosa cantante española Mari Trini hiciera de su presentación al dictador Augusto Pinochet.
- También pasó a la historia la estruendosa pifiadera que recibió la coanimadora del festival, Ana María "Pelusa" Thieman, quien fuera ampliamente resistida por el público, motivo por el cual la comisión organizadora decidió sacarla del escenario las siguientes noches, quedando solo Vodanovic a cargo de la animación.
- Fue la primera vez que el Festival se transmitió vía satélite a Venezuela, a través del Canal 8 Venezolana de Televisión.
- El segundo lugar fue para la canción Anne Marie que representó a Irlanda, y su intérprete masculino vistió un elegante smoking de color rojo (novedad para esa época).

- El mejor intérprete del Festival de 1976 fue Julio Bernardo Euson, que representó a Aruba y también fue premiado con el galardón gaviota de plata a la Mejor Orquestación. Este autor e intérprete ya había ganado el primer lugar en este Festival en 1972 con la canción Julie.

## Artistas invitados
- Mari Trini
- Juan Bau
- Manolo Galván
- Chicho Gordillo
- Osvaldo Díaz
- Los Alfiles Negros
- Los Muleros
- Sissi Lobato
- Los Perlas
- Bigote Arrocet
- Eber Lobato
- Santa Bárbara Superstar
- Conjunto Malibu
- The Sandpipers
- Rudy Hernandez
- Henry Stephen
- Junko Yagami

## Competencia Internacional
- 1.er lugar:  Chile, Una noche de amor, de Carlos Baeza, interpretada por Roberto Viking Valdés.
- 2.° lugar:  Irlanda, Anna Marie, interpretada por Dess Smith.
- 3.er lugar:  Aruba, For your love, de Peter Cook y Julio Bernardo Euson, interpretada por Julio Bernardo Euson.
- Mejor intérprete internacional: Annarita Spinaci,  Italia.